# بوخبرگ (مکلنبورگ-فورپومرن)
بوخبرگ (به آلمانی: Buchberg) یک منطقهٔ مسکونی در آلمان است که در Ganzlin واقع شده‌است. بوخبرگ ۴۹۴ نفر جمعیت دارد.